# Gail’scher Park

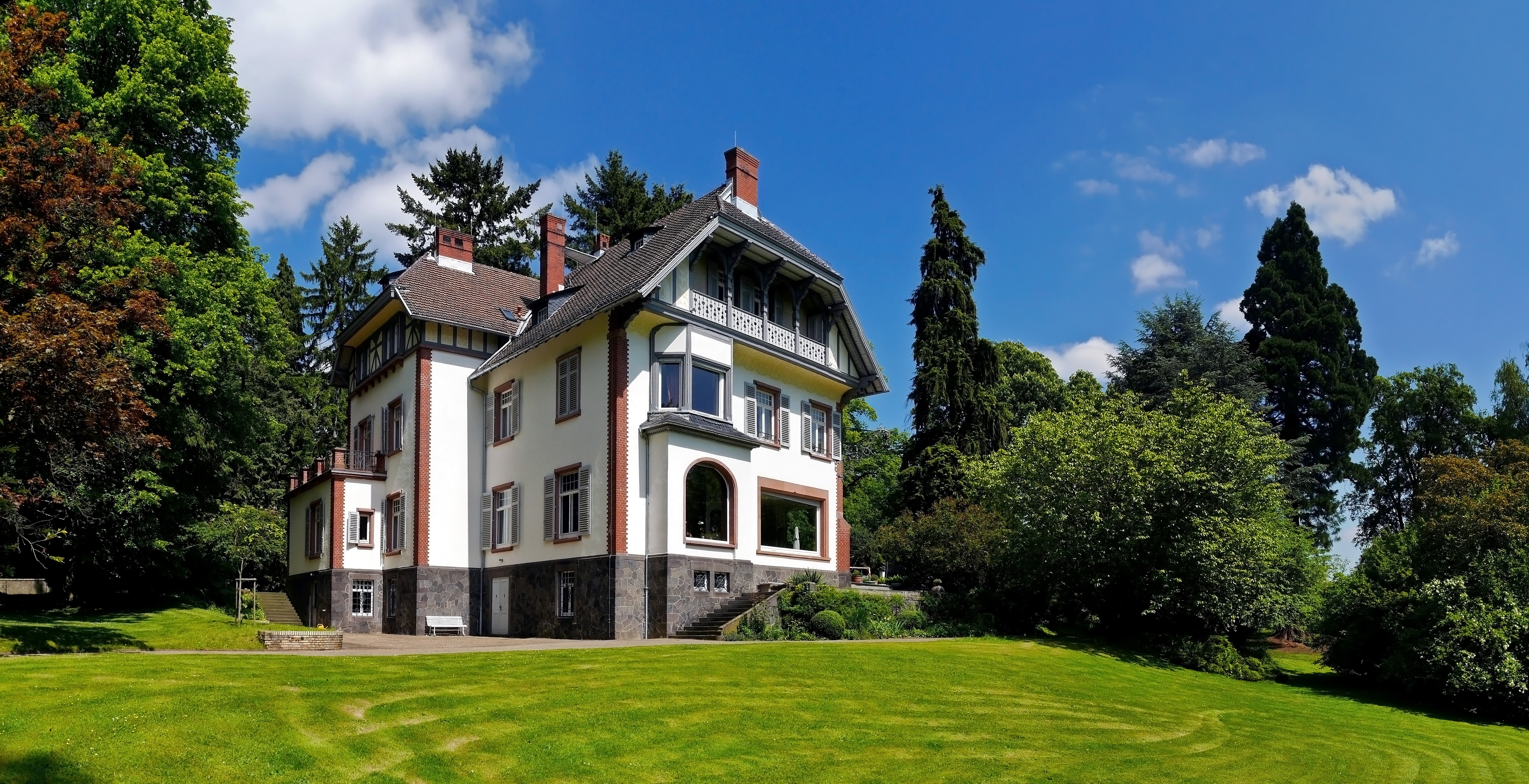
Villa Gail

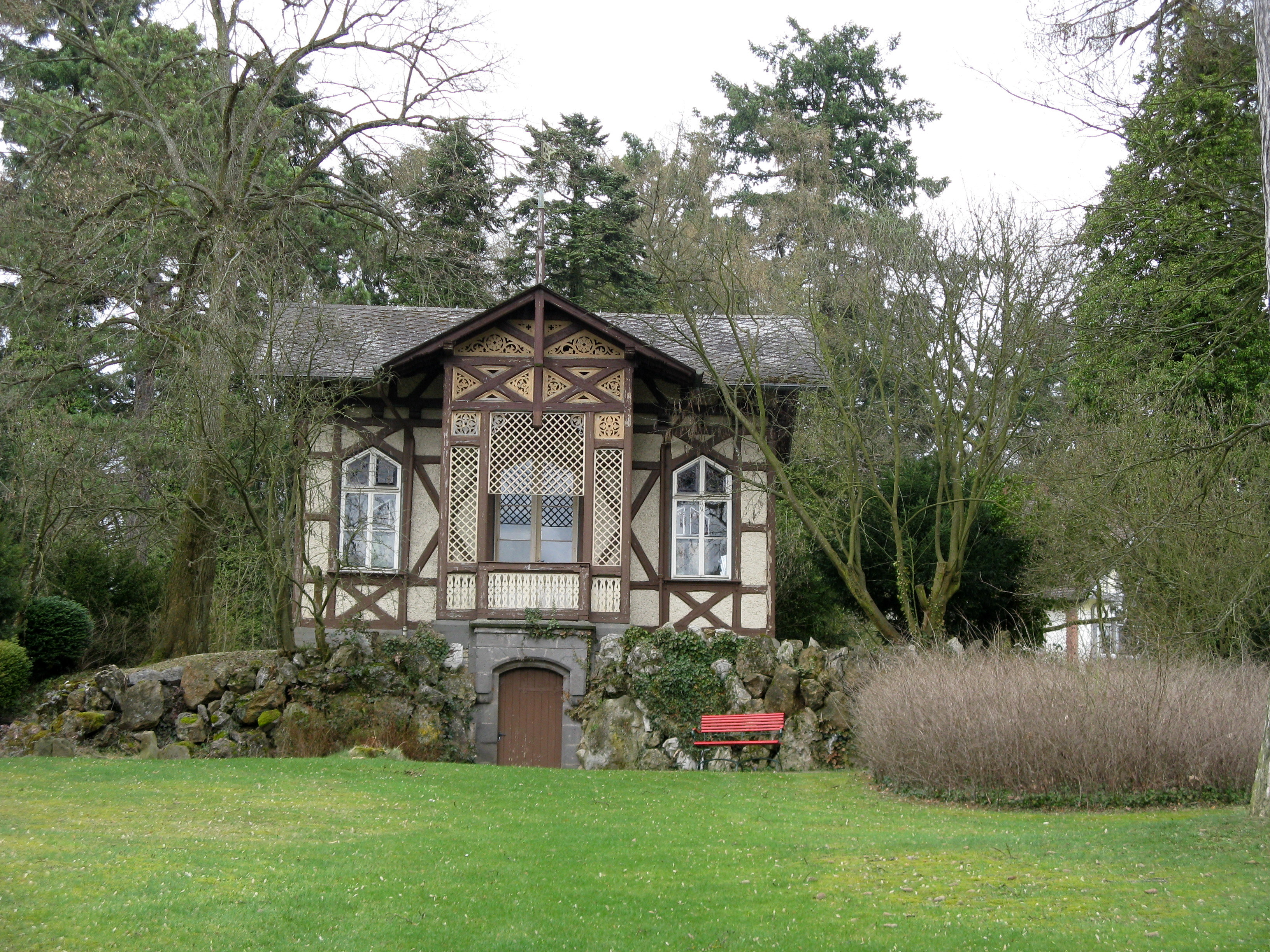
Schweizer Haus

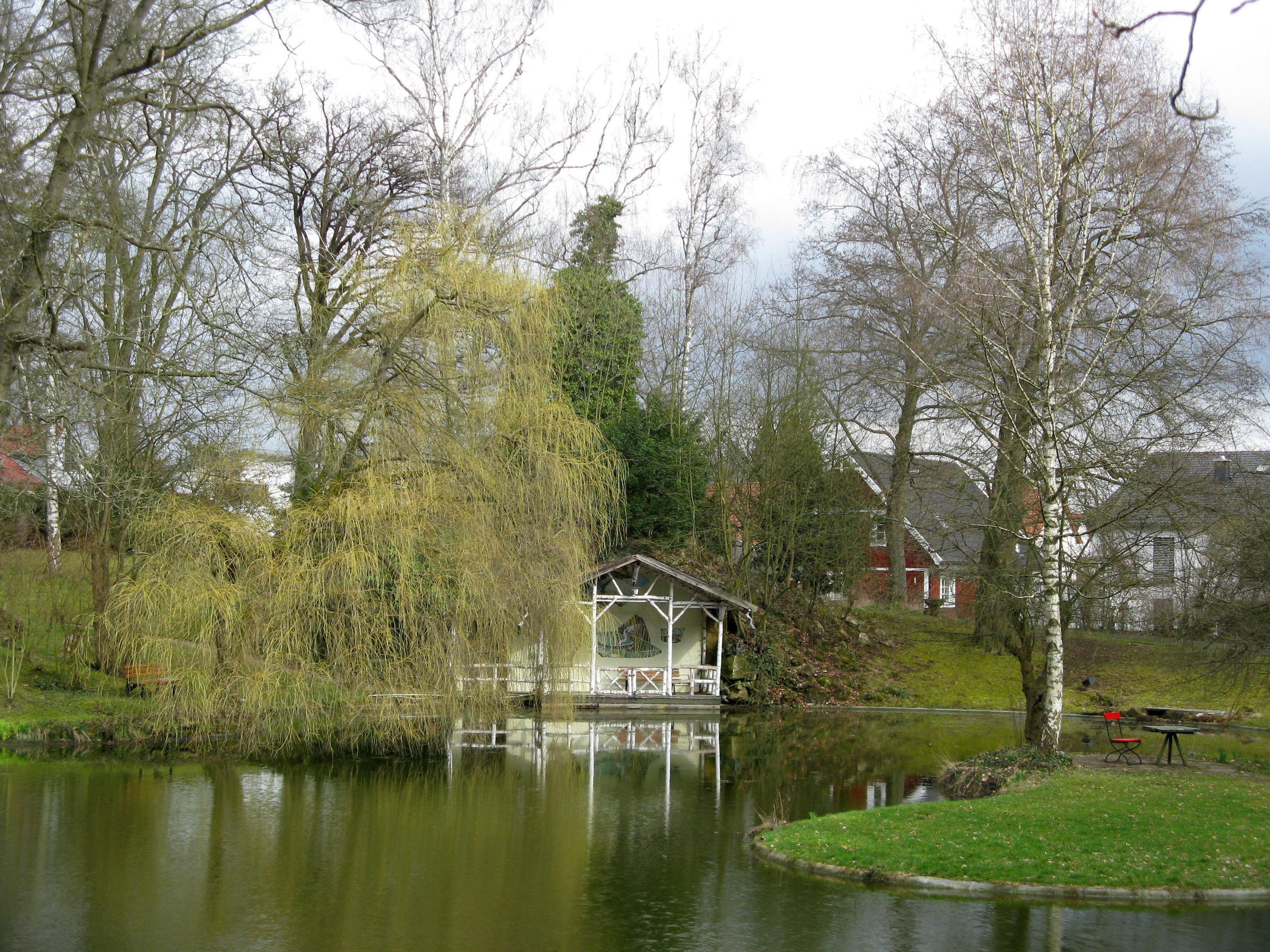
Teich mit Teichhaus

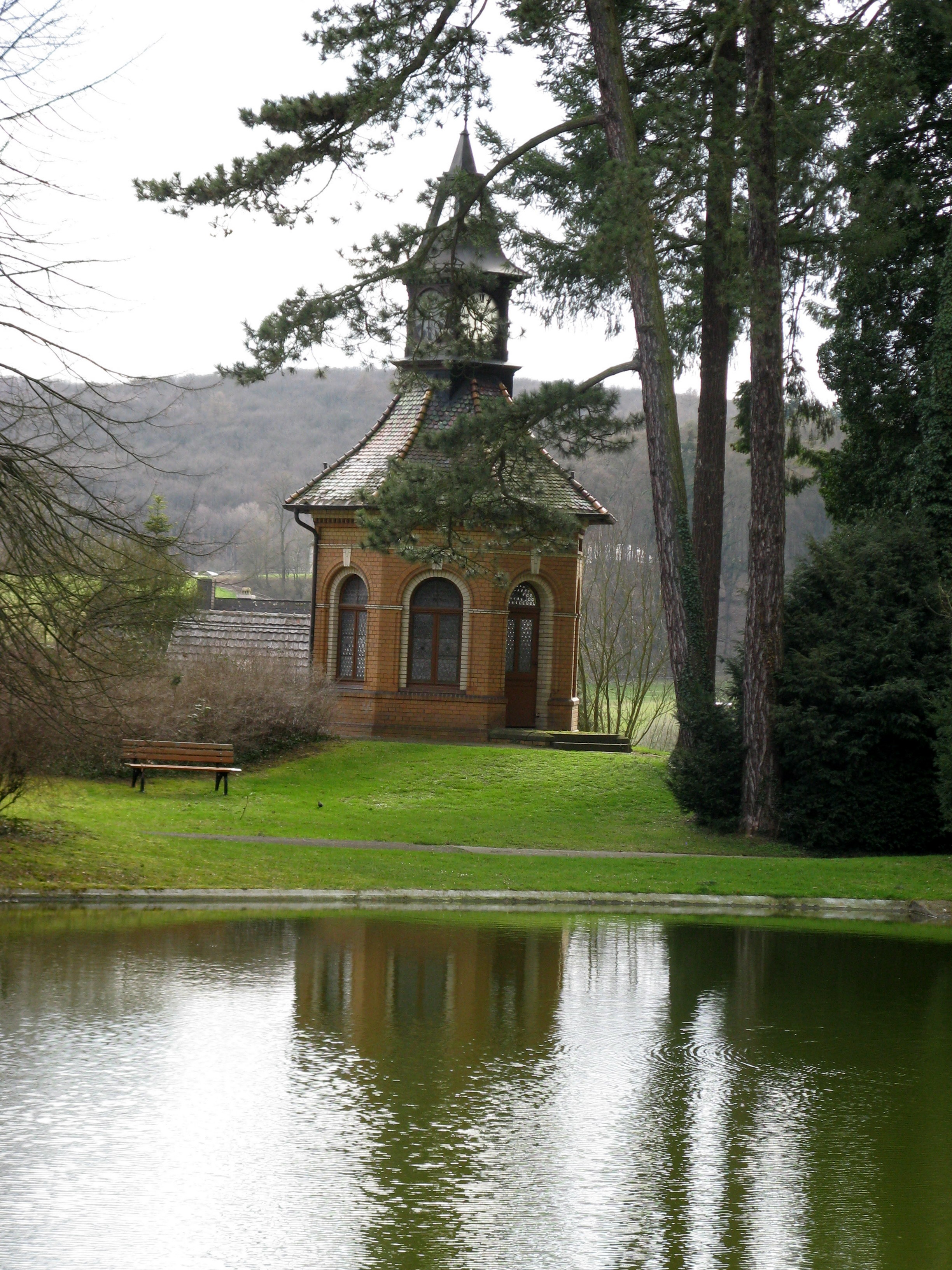
Uhrtürmchen

Der Gail’sche Park im Biebertaler Ortsteil Rodheim ist ein ca. 2,8 ha großer Landschaftspark mit einer Villa, der in den Jahren 1880 bis 1900 im Auftrag der Gießener Tabak-, Zigarren- und Keramikfabrikanten Gail angelegt wurde.

## Geschichte
Der Gießener Tabakfabrikant Georg Philipp Gail (1785–1865) erwarb 1839 ein 4.700 m² großes Areal zwischen den Straßen nach Gießen und Krofdorf, zunächst als Garten für den Eigenbedarf. 1857 wurde auf einem Teil dieser Fläche ein Zweigbetrieb der Gail’schen Tabakfabrik errichtet. Als Architekt des spätklassizistischen, im Jahr 2000 abgerissenen Gebäudes wird Hugo von Ritgen vermutet.
1880 ließ sein Sohn Georg Karl Gail (1819–1882) das sogenannte Schweizerhaus als Hochzeitsgeschenk für seine zweite Ehefrau Marie Gail, geborene de Wedig, verwitwete Wirth (1843–1923) errichten. Der Architekt dieses Gebäudes war Hugo von Ritgen. 1883 erfuhr der zwischen Fabrik und Schweizerhaus liegende Garten mit Wasserkünsten und Schwanenteich als Morgengabe eine erste parkähnliche Umgestaltung. Anlass war die Heirat Wilhelm Gails (1854–1925) mit Minna Gail, geborene Mahla (1860–1898).
In den 1890er Jahren ließ Wilhelm Gail den Park im Stil eines englischen Landschaftsgartens wesentlich vergrößern. Die Durchführung übernahm der Frankfurter Gartenbaudirektor Andreas Weber (1832–1901). Über lange Jahre bestand die Annahme, dass der Gail’sche Park ein Werk des Frankfurter Gartengestalters Heinrich Siesmayer (1817–1900) sei. Dies ist mittlerweile widerlegt; um mehr als eine allgemeine Beratung zu Fragen der Geländegestaltung („Modellierung“) handelte es sich bei Siesmayers Mitwirkung nicht.
Zum Zweck der Parkerweiterung wurden 1896 zusätzliche 6060 m² Land erworben, sodass sich eine 2 Hektar große geschlossene Fläche zwischen Gießener und Krofdorfer Straße ergab – ein schwieriges und kostspieliges Unterfangen, da die in Aussicht genommene Fläche landwirtschaftlich genutztes, kleinparzelliertes Bauerwartungsland war.
Noch im gleichen Jahr wurde der Grundstein für eine repräsentative Villa als sommerlicher Landsitz gelegt; sie war 1897 bezugsfertig. Die Kosten für Park und Villa zusammen betrugen damals etwa den Jahresverdienst von rund 906 Facharbeitern.
Seit 1999 stehen Park und Villa als Gesamtanlage unter Denkmalschutz.
Villa und Park waren bis zum Jahr 2002 Privatbesitz und der Öffentlichkeit unzugänglich. Die ehemaligen Fabrikgebäude wurden 2000 abgerissen und dieses Grundstück sowie weitere Teile des Areals einer neuen Nutzung zugeführt, u. a. für ein Pflegeheim der Arbeiterwohlfahrt. Ab dem Jahresende 2002 waren Park und Villa Eigentum der Gemeinde Biebertal. Das Gelände wurde zunächst bis Ende 2012 an die Schunk Group vermietet. Ab Januar 2012 mietete der Unternehmer Dr. Wolfgang Lust (LTi Unternehmensgruppe) das Anwesen an, mit der Option, zeitnah über einen Kauf zu entscheiden. Im Jahr 2017 entschied sich Dr. Lust für den Kauf. Er ist seitdem Eigentümer des Anwesens und nutzt die Villa als seinen Dauerwohnsitz.

## Freundeskreis Gail’scher Park
Da der Gail’sche Park ein bedeutendes Gartendenkmal darstellt, gründete sich im Jahr 2000 der Freundeskreis Gail’scher Park als Verein. Ihm gelang in Abstimmung mit dem Besitzer unter großem personellen und zeitlichen Einsatz die Sanierung des Parks und er macht ihn bis heute zu bestimmten Öffnungszeiten der Öffentlichkeit zugänglich. Inzwischen wurden in den Gebäuden zwei Museen eingerichtet: Das Museum im Uhrenturm bietet Informationen zur Geschichte der Firma Gail und zum Verständnis des Rodheimer Anwesens. Im Museum Eishaus wird die Bedeutung eines Eishauses für das Leben ohne Kühl- und Gefrierschrank verdeutlicht.

## Der Park
Der Wechsel von offenen und geschlossenen Parkräumen und Baumgruppen, Skulpturen, Wasserläufen und Teich sowie die Wegeführung mit Sichtachsen entsprechen den von der sogenannten Lenné-Meyer-Schule umrissenen zeitgenössischen Charakteristiken der Parkanlage im englischen Stil. Abgerundet wird der Park mit zahlreichen sogenannten Staffagebauten: Neben dem 1880 von Hugo von Ritgen entworfenen Schweizerhaus mit seiner mit reichhaltiger Durchbruchschnitzerei gezierten Veranda findet sich auf einer kleinen Anhöhe ein Uhrtürmchen (erbaut 1896) mit Biberschwanz-Dacheindeckung in Gail’scher Glasurklinker. Die Farbglasur im Ringofen war eine 1902 zum Patent angemeldete Erfindung der Firma Gail. Bei der immer wieder kolportierten Aussage, dass dieses Türmchen der Gail’schen Tonwarenfabrik auf der Pariser Weltausstellung 1900 als Ausstellungsstück diente, handelt es sich jedoch um eine Dorflegende.
Weiterhin finden sich ein Bienenhaus und das Teichhaus mit Birkenholzsteg, dessen Fassade mit Mosaiken geschmückt ist. Das Innere von Mariannes Spielhaus, 1910 im Jugendstil errichtet, ist mit zahlreichen Märchenfriesen geschmückt.
Der Park weist etwa 135 verschiedene Gehölze auf, darunter botanische Raritäten wie Carolina-Rosskastanie, Schirmtanne, Korkspindel und Geschlitztblättrige Haselnuss.
Der Park ist seit seiner Entstehung ohne wesentlichen Stilbruch ständig gepflegt worden. In den letzten Jahren wurden die im Lauf der Zeit betonierten Wege wieder in ihren ursprünglich sandwassergebundenen Zustand versetzt und das Wasserspiel sowie die Weinbergterrassen rekonstruiert; als sehr kostspielig stellte sich die Sanierung des Teiches dar. Alles in allem wurden rund eine halbe Million Euro für diese Maßnahmen investiert. Auch die kleine Insel im Teich ist wieder erreichbar, da die zu ihr führende verfallende Bogenbrücke dank einer Förderung der Gemeinschaftsstiftung Historische Gärten instand gesetzt werden konnte.

## Die Villa

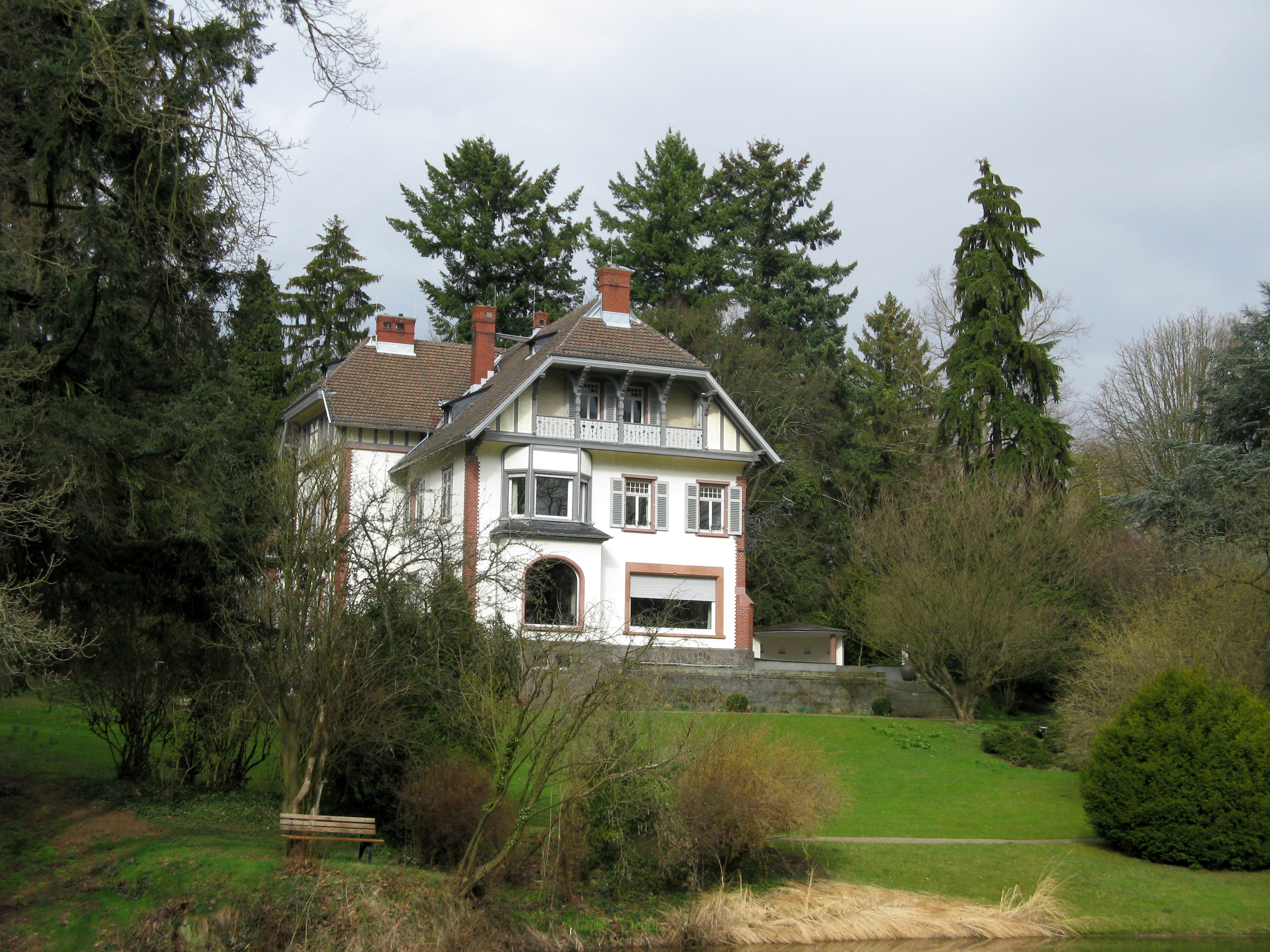
Villa Gail

Die Villa im Stil eines historistischen Landhauses wurde von dem Frankfurter Architekten Franz von Hoven (1842–1924) ab 1895 geplant. 1896 erfolgte die Grundsteinlegung und 1897 die Fertigstellung. Die Gefache im Fachwerk-Giebel sind mit Tier- und Blumenmotiven in der volkstümlichen Kratzputzornamentik des Marburger Landes gestaltet.
Anfangs von der Familie Gail nur als Sommersitz genutzt, wurde die Villa 1945 von der US-amerikanischen Besatzungsmacht beschlagnahmt und bis 1948 genutzt. In den folgenden Jahren erfuhr das mittlerweile als Dauerwohnsitz dienende Gebäude etliche Umbauten.